# フリーダム・ホール
フリーダム・ホール（Freedom Hall）は、アメリカ合衆国のケンタッキー州ルイヴィルのケンタッキー・エクスポジション・センター内にあるアリーナである。1956年にオープンした。2010年までルイビル大学バスケットボールの本拠アリーナでもあった。2008年7月にアメリカン・アイドルのシーズン8でのオーディションが行われた。